# الفرقة 99 مشاة (إسرائيل)

تشكيل الفرقة 99 مشاة (الوميض) في 2023

الفرقة 99 مشاة وتُلقب بالوميض (هابيزك، הבזק) هي قوة احتياط في الجيش الإسرائيلي تتبع القيادة المركزية.
تأسست الفرقة على يد آفي روزنفيلد في 15 سبتمبر 2020، على أساس تصميم فرقة عيدان التي جرى حلها. وكان الفرقة الوحيدة في الجيش الإسرائيلي التي لا تخضع للقيادة الإقليمية بانتظام، ولكن بدلاً من ذلك كانت تحت قيادة نظام المناورة في القوات البرية.
وافق رئيس الأركان العامة الجنرال هرتسي هليفي على خضوع اللواء للقيادة المركزية في يوليو 2023. كجزء من هذا التغيير، غادرت وحدة العمليات الخاصة متعددة الأبعاد، الوحدة 888 أو (وحدة رفائيم)، الفرقة 99 وظلت تابعة لنظام المناورة.
عمل قائد الفرقة، العميد باراك حيرام، مع قوات تحت قيادته من الفرقة بجانب وحدات أخرى لتطهير المنطقة في غلاف غزة، وخاصة في كيبوتس بئيري. في أعقاب الهجوم المفاجئ على غلاف غزة في أكتوبر 2023.
دخلت الفرقة جنوب غزة في إطار المناورة البرية في قطاع غزة خلال عملية السيوف الحديدية، بهدف تدمير البنية التحتية والأسلحة والأنفاق التابعة لحماس.

## تشكيل الفرقة في 2023
- القيادة المركزية، في النبي يعقوب
  -   الفرقة 99 مشاة (الوميض/هابيزك) (احتياطية)
    -  لواء المغاوير 11 «يفتاح» (احتياطي)
    -  اللواء 179 مدرع «رام» (احتياط)
    -  اللواء 900 مشاة «كفير»
    -  لواء المظليين 646 «شوعالي ماروم/ثعالب ماروم» (احتياطي)
      - كتيبة المظليين 420
      - كتيبة المظليين 466
      - كتيبة المظليين 8105
      - كتيبة الاستطلاع (6646)
      - كتيبة المهندسين القتالية
      - كتيبة لوجستية

    -  فرقة اللواء اللوجستي
    -  كتيبة المهندسين القتالية 710 (احتياطية)
    -  الكتيبة 807 إشارة